# Koninklijke Notariële Beroepsorganisatie
Alle notarissen en kandidaat-notarissen in Nederland zijn verplicht verenigd in de Koninklijke Notariële Beroepsorganisatie (KNB). De KNB is een publiekrechtelijke organisatie in de zin van artikel 134 van de Grondwet. De KNB moet zorgen voor een goede beroepsuitoefening door notarissen. De KNB is gevestigd in Den Haag. Op 7 november 1968 werd aan de KNB het predicaat Koninklijk verleend.

## Taken van de KNB
De KNB komt voort uit de Wet op het notarisambt, artikel 60 en verder. De KNB moet de kwaliteit en toegankelijkheid van het Nederlands notariaat bevorderen. De KNB beziet de notaris naar het zogenoemde 'Latijnse model': een notaris is een met ambtelijke rechten en plichten beklede functionaris, maar hij is wel een vrije ondernemer. De ambtelijke rechten moeten de onafhankelijkheid, onpartijdigheid en integriteit van den notaris waarborgen. 
De KNB heeft een aantal wettelijke taken: 
- maken van verordeningen gericht op notarissen
- bevorderen van een goede beroepsuitoefening
- bevorderen van de vakbekwaamheid
- bewaken van de eer en het aanzien van het ambt

De KNB kan bij verordening beroeps- en gedragsregels voor notarissen vaststellen. Ook kan de KNB bij verordening regels stellen over de vakbekwaamheid en de kwaliteit van het beroep.

## Organisatie van de KNB
De KNB heeft een bestuur, een ledenraad, een algemene ledenvergadering en afdelingen in elk arrondissement. Deze arrondissementale afdelingen heten 'ringen'. 
Het bestuur heeft de algemene en dagelijkse leiding over de KNB en bestaat uit (kandidaat-)notarissen. Het bestuur van de KNB wordt ondersteund door het bureau, een team van juristen die veelal afkomstig zijn uit het notariaat.
De ledenraad komt een aantal maal per jaar bijeen (minstens één keer per jaar) en bestaat uit de voorzitters van de ringbesturen en één gewoon lid per ring. De ledenraad stelt het algemene beleid van de KNB vast, meestal gebeurt dat in samenspraak met het bestuur. Ook verordeningen worden door de ledenraad vastgesteld. Meestal doet het bestuur een voorstel voor een verordening, de ledenraad moet er vervolgens mee instemmen en de verordening officieel vaststellen. Verordeningen moeten ook worden goedgekeurd door de minister van Justitie. De minister let er op dat verordeningen niet in strijd zijn met wet- en regelgeving of het algemeen belang.

## Publicaties
De KNB geeft twee tijdschriften uit: 
- Weekblad voor Privaatrecht, Notariaat en Registratie - beter bekend als WPNR
- Notariaat Magazine

Het WPNR is het officiële orgaan van de KNB en is een vaktijdschrift op het gebied van privaat- en notarieel recht. Het WPNR omvat alleen juridische onderwerpen, is wetenschappelijk van aard en verschijnt elke week. Het Notariaat Magazine is een opinieblad en verschijnt maandelijks.

## Kosten en naam
De kosten die de KNB maakt, worden betaald uit de jaarlijkse bijdragen van de leden. De algemene ledenvergadering van de KNB stelt jaarlijks de hoogte van de bijdragen vast, dit doet de algemene ledenvergadering na een voorstel van het bestuur. 
Tot 1997 betekende KNB "Koninklijke Notariële Broederschap", op 1 oktober 1997 is de naam van de vereniging gewijzigd in Koninklijke Notariële Beroepsorganisatie. 

## Tuchtrecht
De KNB gaat niet over de tuchtrechtspraak. Het toezicht op notarissen en kandidaat-notarissen en het notariële tuchtrecht wordt uitgeoefend door Kamers voor het Notariaat. De Kamers behandelen klachten over notarissen of kandidaat-notarissen. Er is een Kamer voor het Notariaat in elk Hofressort. Een Kamer  bestaat uit vijf leden: de president van de rechtbank (tevens voorzitter), een kantonrechter, een ambtenaar/inspecteur van de belastingdienst en twee (kandidaat-)notarissen. De Kamers  krijgen hun financiële middelen via de staat. Ook dat is geregeld in de Wet op het Notarisambt, artikel 93 en verder. Met klachten kunnen klanten van notarissen dus bij een Kamer voor het Notariaat terecht, de KNB kan wel bemiddelen tussen een klant en notaris - maar verder niet.